# حضض الجزيرة
حُضَض الجزيرة أو عُرْقُد الجزيرة أو خَوْلَان أو اللساس العربي أو عوسج (باللاتينية: Lycium arabicum) نوع نباتي ذو أشواك ينتمي إلى جنس الحضض من الفصيلة الباذنجانية.

## الوصف النباتي
النبات شجيرة شوكية معمرة، تعلو نحو المتر. ساقها منتصبة قليلة الشوك. فروعها متدلية الأطرف. أزراقها ملوقية جامدة النصل. أزهارها صغيرة القد لونها إلى البياض الودي يعلوه توشيح أصفر. إزهرارها يستمر من أيار إلى آب.

## الموئل والانتشار
موطنه المشرق العربي وسيناء والمغرب العربي.